# Lycaena chitralica
Lycaena chitralica är en fjärilsart som beskrevs av Evans 1925. Lycaena chitralica ingår i släktet Lycaena och familjen juvelvingar. Inga underarter finns listade i Catalogue of Life.